# Steve Bannon
Stephen Kevin «Steve» Bannon (Norfolk, 27 de noviembre de 1953) es un estratega político de extrema derecha estadounidense, exbanquero de inversiones y expresidente del medio ultraconservador Breitbart News. Se desempeñó como estratega jefe de la Casa Blanca en la administración del presidente de los Estados Unidos Donald Trump, durante sus primeros siete meses de mandato hasta el 18 de agosto de 2017, cuando fue despedido.
Ha sido vicepresidente de la empresa Cambridge Analytica, contratada por la primera campaña electoral de Trump y del Brexit, entre otras, y que extrajo información personal de millones de usuarios en Facebook, sin su consentimiento informado, para realizar perfiles psicológicos que les guiaran para mostrarles publicidad, en algunos casos fake news, y consiguieran influenciar en su derecho al voto, lo que, tras desvelarse, desató el escándalo Facebook–Cambridge Analytica.
Después de dejar la Casa Blanca, Bannon ha hecho campaña y ha ayudado a varios movimientos políticos europeos y latinoamericanos señalados como de derecha y extrema derecha (la «alt-right»). Estos incluyen el Frente Nacional de Francia, la Fidesz de Hungría, la Alternativa para Alemania, los Demócratas de Suecia, el Partido por la Libertad de Países Bajos, la Liga de Italia, el Partido de la Libertad de Austria, el Partido Popular de Suiza, el partido Valores para mi País en Argentina, Vox en España, y el movimiento identitario paneuropeo. Bannon cree que los movimientos antes mencionados, junto con el japonés Shinzo Abe, el indio Narendra Modi, el ruso Vladímir Putin, el chino Xi Jinping y el estadounidense Donald Trump, así como líderes similares en Egipto, Filipinas, Polonia y Corea del Sur, son parte de un cambio global hacia el nacionalismo. Fundó en Bruselas la agrupación The Movement para promover una gran alianza de la extrema derecha europea basada en el euroescepticismo, el identitarismo, el liberalismo económico y, en general, en el populismo de derechas. Sin embargo, solo consiguió que se sumaran al proyecto la Liga de Matteo Salvini, Hermanos de Italia y el Movimiento por el Cambio de Montenegro.
El 20 de agosto de 2020 fue detenido junto a otras tres personas por fraude en la captación de donaciones en línea en relación con una iniciativa ciudadana para la construcción del muro fronterizo Estados Unidos-México con fondos privados. Está acusado de apropiarse de al menos un millón de los 25 millones de dólares recaudados en la campaña We build the wall. El caso es instruido por la fiscalía de Nueva York que acusa a Bannon de embolsarse al menos un millón de dólares. Tras varias horas de declaración ante un tribunal de Manhattan, en Nueva York, fue liberado bajo fianza de 5 millones de dólares. Bannon se declaró inocente de los cargos de fraude y blanqueo.
Bannon fue detenido por «desacato al Congreso» en octubre de 2021, después de que se negó a cumplir con una citación emitida por el Comité Selecto sobre el Ataque del 6 de enero, el comité de la Cámara de Representantes de los Estados Unidos que investiga el ataque al Capitolio de los Estados Unidos del 2021. Fue acusado por un gran jurado federal de dos cargos penales de desacato al Congreso. En julio de 2022, fue condenado por ambos cargos en un juicio con jurado. Fue sentenciado el 21 de octubre de 2022 a cuatro meses de prisión y una multa de $6,500.

## Biografía
Sirvió en la Marina de los Estados Unidos entre 1976 y 1983. Posteriormente trabajó como banquero de inversión en Goldman Sachs entre 1984 y 1990. Adquirió una participación minoritaria en los derechos de televisión de la serie Seinfeld, operación que le acabó reportando pingües beneficios. También ha sido productor y director de cine.

En 2012 se convirtió en director de la página web de noticias Breitbart News, conocida por su apoyo a la llamada «alt-right». Como director de Breitbart News, llegó a declarar a la web de noticias como «la plataforma de la alt-right», dirigiendo ataques velados de tono antisemita a los rivales de Trump durante la campaña presidencial de este, negando simultáneamente la relevancia de elementos defensores del nacionalismo blanco, del antisemitismo y la homofobia dentro del movimiento. Nombrado consejero presidencial y estratega jefe del equipo de Donald Trump, posteriormente este anunció su inclusión como asistente permanente en las reuniones del Consejo de Seguridad Nacional.
Su nombramiento provocó la oposición de la Liga Anti-Difamación (ADL), el Consejo de Relaciones Estadounidenses-Islámicas, el Southern Poverty Law Center, el líder de la minoría demócrata en el Senado Harry Reid y algunos estrategas republicanos debido a declaraciones en Breitbart News que supuestamente eran racista o antisemita. El 15 de noviembre de 2016, el representante de EE. UU. David Cicilline de Rhode Island emitió una carta a Trump firmada por 169 Representantes de la Cámara Democrática en la que lo instaban a rescindir el nombramiento de Bannon. La carta decía que el nombramiento de Bannon «envía un mensaje inquietante sobre qué tipo de presidente quiere ser Donald Trump», porque sus «lazos con el movimiento nacionalista blanco han sido bien documentados»; pasó a presentar varios ejemplos de la xenofobia de Breitbart News. Bannon negó ser un nacionalista blanco y afirmó, más bien, que era un «nacionalista económico».
El empleo de Bannon en la Casa Blanca finalizó el 18 de agosto de 2017, menos de una semana después del mitin de Charlottesville Unite the Right, que terminó en violencia y acrimonia. Mientras que los miembros de ambos partidos políticos condenaron el odio y la violencia de nacionalistas blancos, neonazis y activistas de extrema derecha, The New York Times señaló que Trump «era la única figura política nacional culpable del “odio, fanatismo y violencia” que resultó en la muerte de una persona» y que la decisión de culpar a «muchos lados» provino de Bannon. La NAACP emitió un comunicado diciendo que, aunque «reconocen y aprecian la desaprobación del presidente Trump del odio que ha resultado en la pérdida de vidas hoy», pidieron a Trump «dar el paso tangible para despedir a Steve Bannon, un conocido líder supremacista blanco - de su equipo de asesores». La declaración describió a Bannon como un «símbolo del nacionalismo blanco» que «energizó ese sentimiento» a través de su posición actual dentro de la Casa Blanca.
Algunas fuentes indicaron que el jefe de Gabinete de la Casa Blanca, John F. Kelly, le pidió a Bannon el 18 de agosto de 2017 que presentara su renuncia inmediata en lugar de ser despedido. Bannon, sin embargo, declaró que no fue despedido sino que presentó su renuncia de dos semanas el 4 de agosto de 2017. Le recordó a The Weekly Standard que se había unido a la campaña del entonces candidato presidencial Trump el 14 de agosto de 2016 y dijo que «siempre planeó pasar un año», pero se quedó unos días más debido al mitin de Unite the Right en Charlottesville, Virginia.
En una declaración oficial, la secretaria de prensa de la Casa Blanca, Sarah Huckabee Sanders, dijo: «...John Kelly y Steve Bannon acordaron mutuamente que hoy sería el último día de Steve. Estamos agradecidos por su servicio y le deseamos lo mejor».

En enero de 2018, con la publicación del libro de Michael Wolff Fuego y furia: En las entrañas de la Casa Blanca de Trump, que atribuyó muchas declaraciones controvertidas e incendiarias a Bannon, Bannon y Trump se distanciaron y fueron ampliamente vistos como enemigos.
El libro citaba a Bannon diciendo que Ivanka Trump era «tan tonta como un ladrillo»; que el encuentro entre Donald Trump Jr., Jared Kushner, Paul Manafort y agentes de Rusia fue «traición»; y ese fiscal especial Robert Mueller provocaría que Donald Trump Jr. «se agrietara como un huevo en la televisión en vivo». Bannon también advirtió que es probable que los investigadores descubran el lavado de dinero que involucra a Jared Kushner y sus préstamos comerciales familiares del Deutsche Bank.
Trump rápidamente desautorizó a Bannon, diciendo que Bannon «perdió la cabeza» cuando salió de la Casa Blanca, y lo atacó en múltiples declaraciones enojadas. En un tuit la noche del 4 de enero de 2018, Trump se refirió a Bannon como Sloppy Steve. El 7 de enero de 2018, Bannon expresó su arrepentimiento por su respuesta retrasada, declaró su apoyo «inquebrantable» a Trump y su agenda, y elogió a Donald Trump Jr. Bannon dijo que sus comentarios sobre la reunión de campaña estaban dirigidos a Manafort en lugar de a Trump Jr., un reclamo que impugnó Wolff.
Debido a la ruptura con Trump, la posición de Bannon como jefe de Breitbart News fue cuestionada por los propietarios de Breitbart, y el 9 de enero se anunció que había renunciado como presidente ejecutivo.
Tras salir de la Casa Blanca en 2017, Bannon trabajó apoyando a Jair Bolsonaro en Brasil; Matteo Salvini en Italia, y Vox en España.
Un estudio del Brookings Institute publicado en el 2023 nombra a War Room, el podcast de Bannon, como uno de los que propaga más falsedades y aserciones sin fundamentos.

### Detención
El 20 de agosto de 2020 fue detenido junto a otras tres personas por fraude en la captación de donaciones en línea en relación con una iniciativa ciudadana para la construcción del muro fronterizo Estados Unidos-México con fondos privados. Según la fiscalía de Nueva York en diciembre de 2018, Bannon junto con sus socios Brian Kolfage, Andrew Badolato y Timothy Shea armaron un plan para defraudar a cientos de miles de donantes con la campaña de financiación online del muro fronterizo bautizada «We build the wall» («Construimos el muro»). Recaudaron veinticinco millones de dólares y a pesar de asegurar en sus comunicaciones en internet que no cobrarían en salario y compensación y que los fondos recaudados se utilizarían al completo para la construcción del muro, según la fiscalía Bannon se hizo con al menos un millón de dólares, empleando una empresa pantalla. Bannon en estos momentos reside en Washington.
Tras varias horas de declaración ante un tribunal de Manhattan, en Nueva York, fue liberado bajo fianza de cinco millones de dólares. Bannon se declaró inocente de los cargos de fraude y blanqueo. Según la cadena de televisión CNN entre las condiciones para su puesta en libertad bajo fianza se encuentra la prohibición del viaje en aviones privados, yates o botes sin previa autorización de la corte.
El 20 de enero de 2021, Bannon fue indultado por el presidente de los Estados Unidos saliente Donald Trump en uno de sus últimos actos, junto con 73 personas más.

### Segunda detención
Bannon fue detenido por «desacato al Congreso» en octubre de 2021, después de que se negó a cumplir con una citación emitida por el Comité Selecto sobre el Ataque del 6 de enero, el comité de la Cámara de Representantes de los Estados Unidos que investiga el ataque al Capitolio de los Estados Unidos del 2021. Fue acusado por un gran jurado federal de dos cargos penales de desacato al Congreso. En julio de 2022, fue condenado por ambos cargos en un juicio con jurado. Fue sentenciado el 21 de octubre de 2022 a cuatro meses de prisión y una multa de 6500 $. El 1 de julio de 2024, Bannon ingresaba en la cárcel federal de Danbury (Connecticut) para cumplir dicha condena.

### Saludo nazi
En febrero de 2025, suscitó polémica por realizar un saludo nazi en la Conferencia Política de Acción Conservadora, con líderes de extrema derecha de todo el mundo, como el argentino Javier Milei, o el español Santiago Abascal.
Tras la polémica por el gesto, el líder del partido de extrema derecha francés, Jordan Bardella, de Agrupación Nacional, canceló su discurso en la convención:

Me invitaron a hablar en una intervención sobre los vínculos entre Estados Unidos y Francia, así como sobre la dinámica electoral reciente de los partidos patrióticos en Europa [...] En esta tribuna el jueves, y mientras yo no estaba presente en la sala, uno de los oradores se permitió, a modo de provocación, un gesto que hacía referencia a la ideología nazi.

A lo que Bannon contestó: «Si ha cancelado su participación por lo que ha aparecido en los medios mainstream es una persona indigna de liderar Francia. Es un niño, no un hombre. Hice exactamente ese saludo en una reunión del Frente Nacional hace siete años».

## Ideología

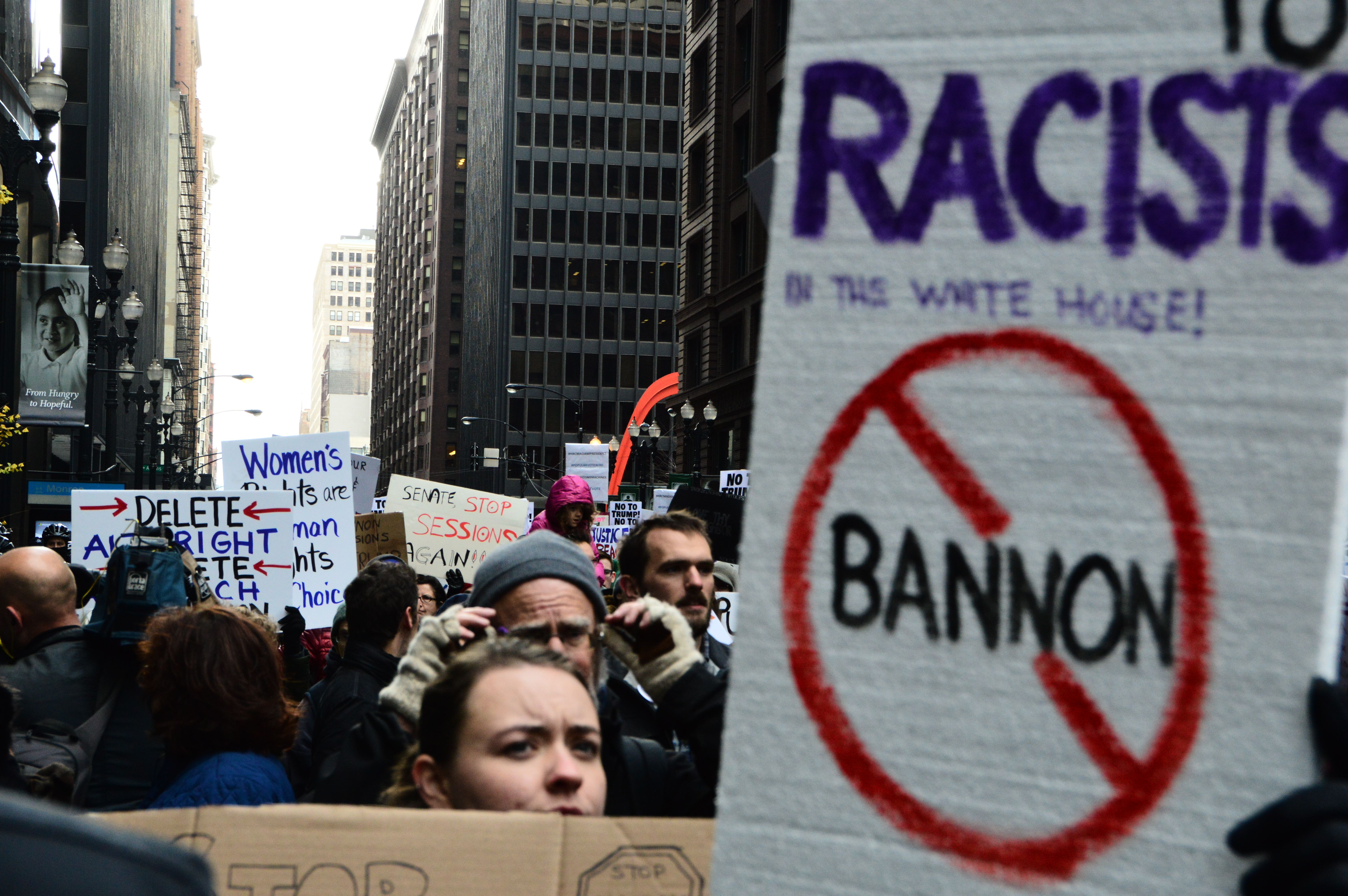
Manifestaciones contra el nombramiento de Bannon

Los puntos de vista políticos y económicos de Bannon han sido descritos por otros como nacionalistas, populista de derecha y paleoconservador. Él se autoidentifica como conservador. Rechaza las acusaciones de que es un nacionalista blanco, llamando a los nacionalistas blancos «perdedores», un «elemento marginal» y una «colección de payasos», y describiendo al supremacista blanco Richard Spencer como un «fanático de la auto promoción». Más tarde dijo que considera ser etiquetado como un «racista», un «xenófobo» y un «nativista» como «insignia de honor». Trump se había referido anteriormente a Bannon como «más libertario que cualquier otra cosa», aunque algunos comentaristas libertarios han cuestionado esta afirmación.

Bannon a menudo se describe a sí mismo como un nacionalista económico, criticando el capitalismo amiguista, la economía austríaca y el capitalismo objetivista de Ayn Rand, que él cree que busca «hacer que las personas se conviertan en mercancías y objetivar a las personas». Sin embargo, también ha declarado que generalmente se considera un capitalista de libre mercado, creyendo que es «el fundamento de nuestra sociedad», al tiempo que señala que él cree que Estados Unidos es «más que una economía». Se ha adherido a la teoría sin gran aceptación, concebida por los historiadores Neil Howe y William Strauss en la década de 1990, que aboga por la existencia de ciclos de 80 años en la historia de los Estados Unidos, separados por respectivas crisis, representadas por la Independencia Americana y la Constitución (1777-1794), la guerra civil estadounidense (1860-1868) y la Gran Depresión y la Segunda Guerra Mundial (1939-1945).
El autor libanés-estadounidense Nassim Nicholas Taleb, el bloguero neoreaccionario Curtis Yarvin y el intelectual conservador Michael Anton han sido señalados como tres de las principales influencias en el pensamiento político de Steve Bannon. Bannon es un admirador del comentarista paleoconservador Pat Buchanan. El teórico y filósofo político Edmund Burke también ha sido descrito como una gran influencia en la perspectiva ideológica de Bannon. En un discurso de 2014 ante una conferencia del Vaticano, Bannon hizo una referencia pasajera a Julius Evola, un escritor italiano vinculado al nazismo del siglo XX que influyó en el fascismo italiano de Benito Mussolini y promovió la Escuela Tradicionalista, descrita por un escritor del New York Times como «una visión del mundo popular en círculos religiosos de extrema derecha y alternativa que cree que el progreso y la igualdad son ilusiones venenosas». Ha defendido que los estadounidenses se encuentran en una guerra global contra el islam radical, en el marco de un conflicto secular entre el cristianismo y el islam. Su posición respecto a Vladímir Putin es ambivalente: rechaza su corrupción, aunque considera que occidente podría aprender de su tradicionalismo. Defiende la narrativa de un mundo judeocristiano practicante antaño de un «capitalismo humano», subvertido en la actualidad según Bannon por un «Partido de Davos» y un capitalismo global y de élites.
Se dice que la directora de cine alemán Leni Riefenstahl, que produjo películas de propaganda para el régimen nazi, influyó en las técnicas de producción de películas de Bannon, con Bannon describiéndose a sí mismo como el «Riefenstahl del Partido Republicano». La apertura del documental de Bannon The Hope & The Change de 2012, imitó conscientemente la película de Riefenstahl El triunfo de la voluntad de 1935, que retrata el Rally de Núremberg de 1934.
Bannon ha abogado por reducciones en la inmigración y restricciones al libre comercio, particularmente con China y México. Está a favor de aumentar los impuestos federales sobre la renta al 44 % para aquellos que ganan ingresos de más de cinco millones de dólares al año como una forma de pagar los recortes de impuestos de la clase media. También apoya el aumento significativo del gasto en infraestructura, describiéndose a sí mismo como «el hombre que impulsa un plan de infraestructuras de un billón de dólares». Bannon se opone a los rescates del Gobierno, describiéndolos como «socialismo para los muy ricos». En general, cree en la reducción del tamaño de la burocracia federal, declarando en la Conferencia de Acción Política Conservadora que estaba a favor de la «deconstrucción del Estado administrativo». Sin embargo, sí respalda una mayor regulación de las compañías de Internet como Facebook y Google, que considera como algo similar a los servicios públicos en la era moderna. Se opuso a la fusión entre Time Warner y AT&T en terrenos antimonopolio. Fue un fuerte opositor del acuerdo climático de París dentro de la administración, persuadiendo con éxito al presidente para que se retirara de él.